# Navares de Enmedio
Navares de Enmedio ist ein Ort und eine nordspanische Gemeinde (municipio) mit 92 Einwohnern (Stand: 2024) in der Provinz Segovia in der Autonomen Gemeinschaft Kastilien-León.

## Lage und Klima
Die Gemeinde Navares de Enmedio liegt etwa 44 km (Fahrtstrecke) nordnordöstlich von Segovia in einer mittleren Höhe von ca. 1035 m. Das Klima ist im Winter rau, im Sommer dagegen gemäßigt bis warm; Regen (ca. 530 mm/Jahr) fällt übers Jahr verteilt.

## Bevölkerungsentwicklung
| Jahr      | 1970 | 1981 | 1991 | 2001 | 2011 | 2021 |
| Einwohner | 370  | 180  | 210  | 177  | 116  | 92   |

## Sehenswürdigkeiten

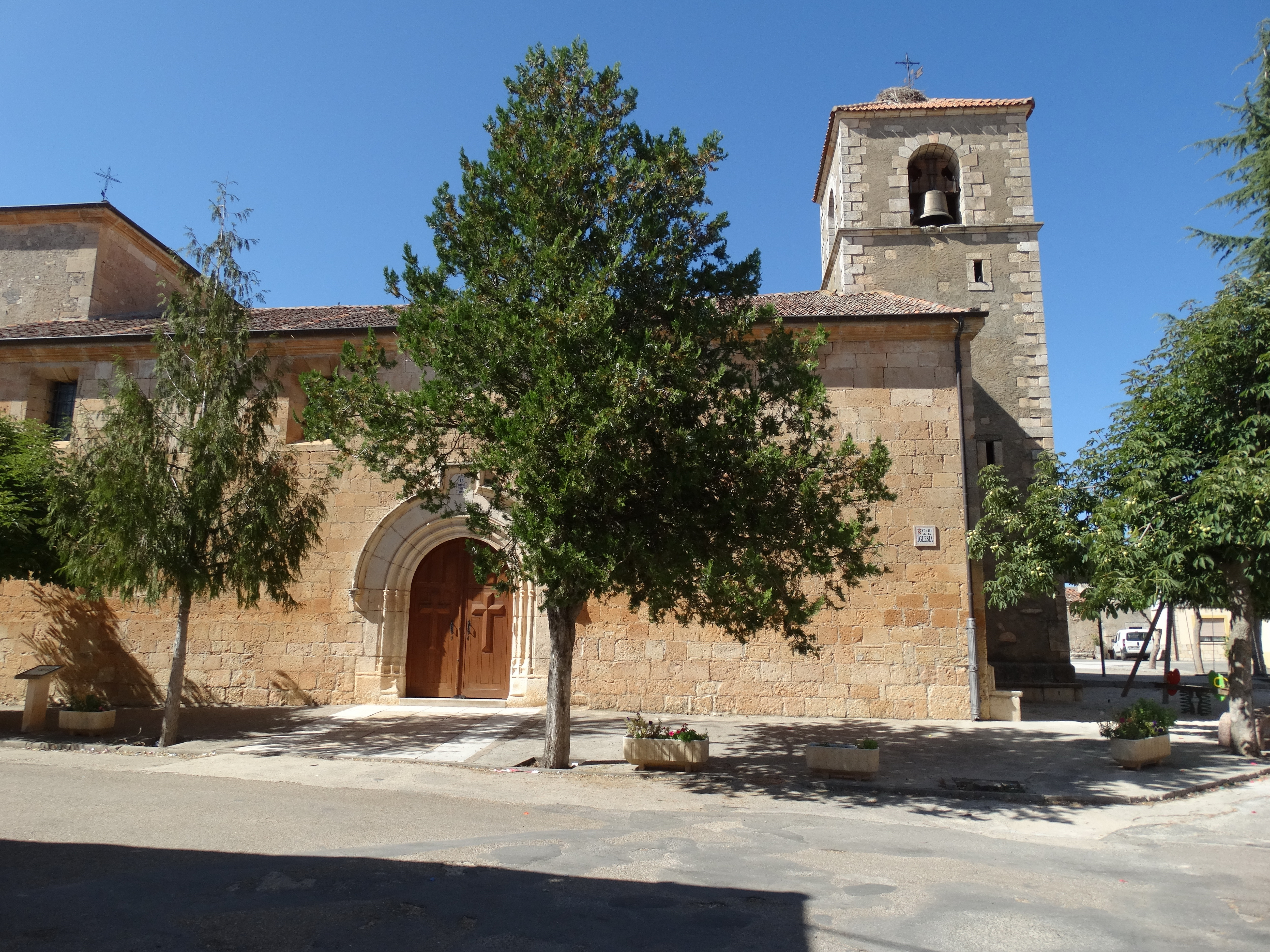
Jakobuskirche
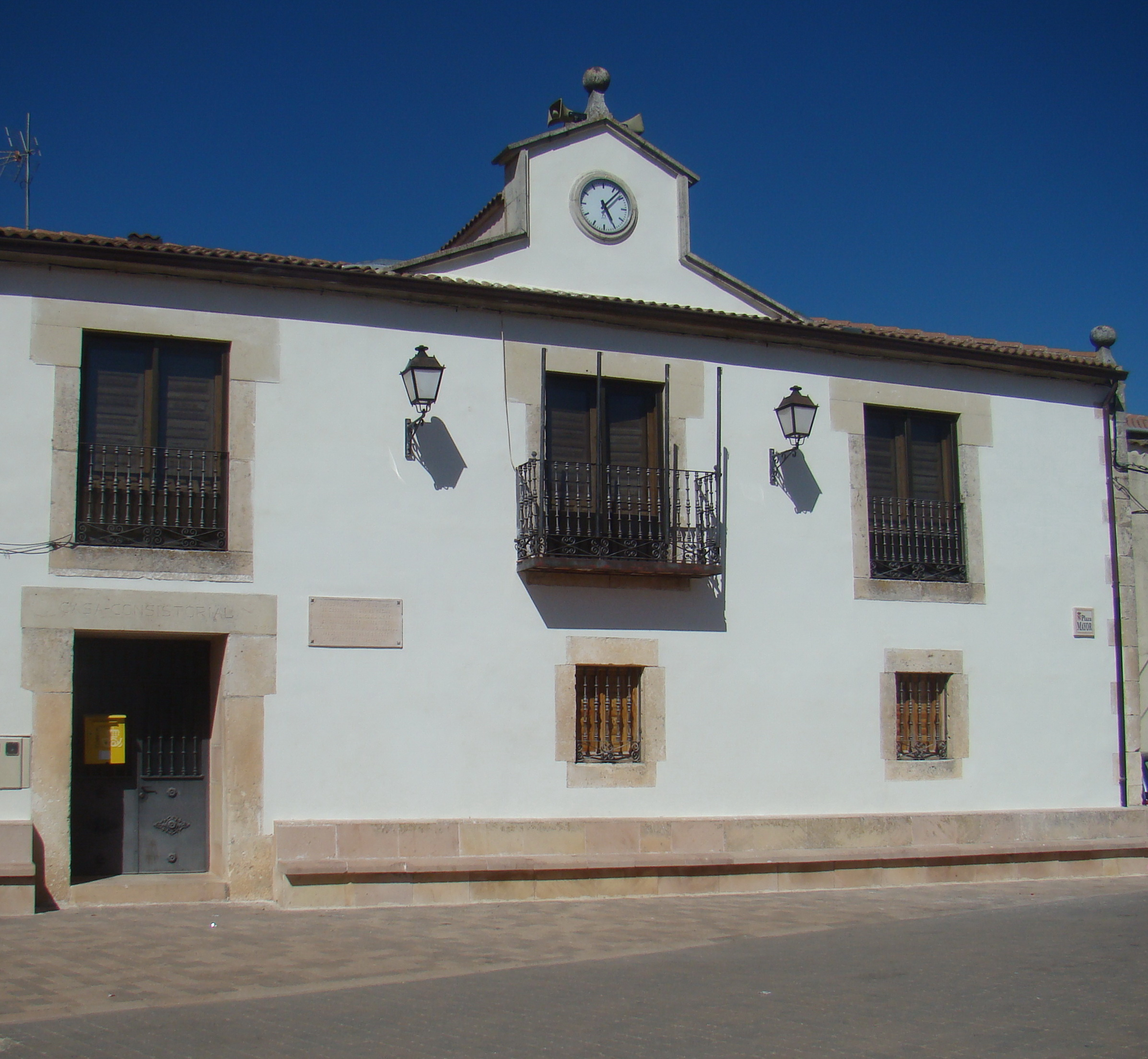
Rathaus

- Jakobuskirche
- Rathaus